# スージー・ウッドハウス
スージー・ウッドハウス（Susie Woodhouse）、現姓：マキーオン（McKeon）は、オーストラリアの元女子競泳選手。現役時代はバタフライを専門としていた選手で、主な実績は1982年コモンウェルスゲームズ200mで5位、1981年ユニバーシアード200mで銀メダル獲得、1983年ユニバーシアードで100m・200mの2冠達成。現在は夫のロンと共にマキーオンズ・スイムスクールを経営している。

## 家族
弟のロブ・ウッドハウス、夫のロン・マキーオン、長男のデビッド・マキーオン、長女のエマ・マキーオンも競泳の国際大会で活躍した実績を持つ、オーストラリアを代表する競泳一家。弟のロブはオリンピックの銅メダリスト。夫のロンと長男のデビッドはオリンピックのファイナリスト（最高成績は個人種目がロン5位・デビッド7位、リレー種目が共に4位）。長女のエマはオリンピックの金メダリスト。末っ子で次女のケイトリン・マキーオンはマキーオンズ・スイムスクールで数年間コーチを務めていたが、2024年現在はニューサウスウェールズ救急隊（New South Wales Ambulance）で救急救命士として働いている。また、父のトニー・ウッドハウスは代表選考委員会を長年務めた。

## 主要国際大会の成績
| 年                 | 大会                   | 場所               | 種目               | 結果               | 記録               | 脚注               |
| オーストラリア代表 | オーストラリア代表     | オーストラリア代表 | オーストラリア代表 | オーストラリア代表 | オーストラリア代表 | オーストラリア代表 |
| ------------------ | ---------------------- | ------------------ | ------------------ | ------------------ | ------------------ | ------------------ |
| 1981               | ユニバーシアード       | ブカレスト         | 200mバタフライ     | 銀メダル           | 2分15秒97          | [ 9 ]              |
| 1982               | コモンウェルスゲームズ | ブリスベン         | 200mバタフライ     | 5位                | 2分16秒16          | [ 10 ]             |
| 1983               | ユニバーシアード       | エドモントン       | 100mバタフライ     | 金メダル           | 1分01秒79          | [ 9 ]              |
| 1983               | ユニバーシアード       | エドモントン       | 200mバタフライ     | 金メダル           | 2分13秒50          | [ 9 ]              |